# فرودگاه ایوون ال اترووس
فرودگاه ایوون ال اترووس (به انگلیسی: Aioun el Atrouss Airport) یک فرودگاه همگانی با کد یاتا AEO است که یک باند فرود آسفالت دارد و طول باند آن ۱۵۹۹ متر است. این فرودگاه در کشور موریتانی قرار دارد و در ارتفاع ۲۹۰ متری از سطح دریا واقع شده‌است.